# 50-й Берлинский международный кинофестиваль
50-й Берлинский международный кинофестиваль проходил с 9 по 20 февраля, 2000 года.

## Жюри
- Гун Ли (председатель жюри)
- Лиззи Беллайше
- Петер Янсен
- Жан Лефевр
- Мариса Паредес
- Жан-Луи Пьель
- Вальтер Саллес
- Мария Шрадер
- Анджей Вайда

## Конкурсная программа
- Каждое воскресенье, режиссёр Оливер Стоун
- Пляж, режиссёр Дэнни Бойл
- Хор для мальчиков, режиссёр Акира Огата
- Дорога домой, режиссёр Чжан Имоу
- Ураган, режиссёр Норман Джуисон
- Люби меня, режиссёр Летиция Массон
- Магнолия, режиссёр Пол Томас Андерсон
- Майские облака, режиссёр Нури Бильге Джейлан
- Море, режиссёр Аугуси Вильяронга
- Отель «Миллион долларов», режиссёр Вим Вендерс
- Человек на Луне, режиссёр Милош Форман
- Небесная удочка, режиссёр Любиша Самарджич
- Рай: Семь дней с семью женщинами, режиссёр Рудольф Томе
- Первые лучи рассвета, режиссёр Лучио Гаудино
- Русский бунт, режиссёр Александр Прошкин
- Приметы и чудеса, режиссёр Джонатан Носситер
- Тишина после выстрела (Легенды Риты), режиссёр Фолькер Шлёндорф
- Талантливый мистер Рипли, режиссёр Энтони Мингелла
- Капли дождя на раскалённых скалах, режиссёр Франсуа Озон
- Островные истории, режиссёр Стэнли Кван
- Комната волшебниц, режиссёр Клод Миллер

## Награды
- Золотой медведь:
  - Магнолия, режиссёр Пол Томас Андерсон
- Золотой медведь за лучший короткометражный фильм:
  - Посвящается Альфреду Лепети
- Серебряный медведь:
- Серебряный медведь за лучшую мужскую роль:
  - Дензел Вашингтон — Ураган
- Серебряный медведь за лучшую женскую роль:
  - Бибиана Беглау — Тишина после выстрела
  - Надя Уль — Тишина после выстрела
- Серебряный медведь за лучшую режиссёрскую работу:
  - Милош Форман — Человек на Луне
- Серебряный медведь за лучший короткометражный фильм:
  - Медиа
- Серебряный медведь - Гран-при жюри:
  - Дорога домой
- Серебряный Медведь за выдающиеся художественные достижения:
  - Адриана Альтарас — Рай: Семь дней с семью женщинами
  - Сабина Бах — Рай: Семь дней с семью женщинами
  - Марквард Бом — Рай: Семь дней с семью женщинами
  - Гантрем Браттиа — Рай: Семь дней с семью женщинами
  - Хиана Эль Битар — Рай: Семь дней с семью женщинами
  - Кора Фрост — Рай: Семь дней с семью женщинами
  - Валеска Ханель — Рай: Семь дней с семью женщинами
  - Ирм Херманн — Рай: Семь дней с семью женщинами
  - Изабелл Хиндерсин — Рай: Семь дней с семью женщинами
  - Лукас Хопп — Рай: Семь дней с семью женщинами
  - Улли Луп — Рай: Семь дней с семью женщинами
  - Косима Лустиг — Рай: Семь дней с семью женщинами
  - Анжелика Маргалл — Рай: Семь дней с семью женщинами
  - Юрген Шоншадовски — Рай: Семь дней с семью женщинами
  - Джоя Том — Рай: Семь дней с семью женщинами
  - Николай Том — Рай: Семь дней с семью женщинами
  - Мартин Вальц — Рай: Семь дней с семью женщинами
  - Ханнс Цишлер — Рай: Семь дней с семью женщинами
  - Амели Цур Мюлен — Рай: Семь дней с семью женщинами
- Серебряный Медведь - приз жюри:
  - Отель «Миллион долларов»
- Почётный приз Berlinale Camera Award:
  - Кон Итикава
  - Вольфганг Якобсен
- Приз зрительских симпатий (программа «Панорама»):
  - Национальная седьмая
- Хрустальный медведь:
- Хрустальный медведь - лучший короткометражный фильм:
  - Дьявол в чулане
- Хрустальный медведь - лучший художественный фильм:
  - Цацики и полицейский
- Хрустальный медведь - особое упоминание:
- Хрустальный медведь - особое упоминание - лучший короткометражный фильм
  - Ночной полёт
- Хрустальный медведь - особое упоминание - лучший художественный фильм
  - Тайна мистера Райза
- Гран-при немецкого фонда помощи детям:
- Гран-при немецкого фонда помощи детям за лучший художественный фильм:
  - Цацики и полицейский
  - Стальной человек
- Приз немецкого фонда помощи детям - особый приз:
  - Король, который хотел не только власти
  - Пугало
- Приз немецкого фонда помощи детям - особое упоминание:
- Приз немецкого фонда помощи детям - особое упоминание - лучший короткометражный фильм:
  - Завтрак
  - Возвращение домой
- Приз немецкого фонда помощи детям - особое упоминание - лучший художественный фильм:
  - Манолито Очкарик
  - Девочка в тапочках
- Приз Teddy (кино, посвящённое теме сексуальных меньшинств):
- Приз Teddy за лучший короткометражный фильм:
  - Чёрствый хлеб
- Приз Teddy за лучший документальный фильм:
  - Параграф 175
- Приз Teddy - награда от жюри:
  - Приключения Феликса
  - Крисси
- Приз Teddy за лучший художественный фильм:
  - Капли дождя на раскалённых скалах:
- Приз международной ассоциации кинокритиков (ФИПРЕССИ):
- Приз ФИПРЕССИ (конкурсная программа):
  - Комната волшебниц
- Приз ФИПРЕССИ (программа «Форум»):
  - Параграф 175
  - Понедельник
- Приз экуменического (христианского) жюри:
  - Приз экуменического (христианского) жюри (конкурсная программа):
  - Дорога домой
- Приз экуменического (христианского) жюри (программа «Форум»):
  - История кинематографа
  - Большие каникулы
- Приз экуменического (христианского) жюри (программа «Панорама»):
  - Военные трофеи
- Специальный приз экуменического (христианского) жюри:
- Специальный приз экуменического (христианского) жюри (конкурсная программа):
  - Медиа
- Специальный приз экуменического (христианского) жюри (программа «Панорама»)
  - Эхо
- Приз Европейской конфедерации художественного кино:
- Приз Европейской конфедерации художественного кино (программа «Форум»):
  - Четыре сезона закона
- Приз Европейской конфедерации художественного кино (программа «Панорама»)
  - Солёная вода
- Премия Дон Кихота:
  - Четыре сезона закона
- Премия Дон Кихота - особое упоминание:
  - Шесть девять
  - Понедельник
- Приз Сети продвижения азиатского кино (NETPAC):
  - Любовь Набби
  - Леди Дома
- Приз Сети продвижения азиатского кино - особое упоминание:
  - Gochoo maligee
- Приз Альфреда Бауэра:
  - Хор для мальчиков
- Специальный приз фестиваля Blue Angel за лучший европейский фильм:
  - Тишина после выстрела
- Приз Caligari за инновации в Программе молодого кино:
  - Четыре сезона закона
- Премия Манфреда Зальгебера:
  - Море
- Приз Нью-Йоркской киноакадемии (программа «Панорама»):
  - Чёрствый хлеб
  - Hop, Skip & Jump
- Приз Нью-Йоркской киноакадемии - особое упоминание (программа «Панорама»):
  - Две третьих
  - Блестящая лошадь
- Стипендия от Нью-Йоркской киноакадемии:
  - Финимондо
- Приз Peace Film Award:
  - Долгий путь из ночи в день
- Приз имени Вольфганга Штаудте:
  - Маршал
- Приз имени Вольфганга Штаудте - особое упоминание:
  - Истины: Течение
- Приз гильдии немецкого арт-хауса
  - Ураган
- Приз газеты Berliner Morgenpost:
  - Магнолия
- Приз газеты Berliner Zeitung:
  - Долгий путь из ночи в день
- Приз газеты Berliner Zeitung - особое упоминание:
  - Хорошая работа
  - Четыре сезона закона
  - Маршал
- Приз газеты Siegessäule:
  - Приключения Феликса